# Марк Атилий Регул (консул 294 пр.н.е.)
Вижте пояснителната страница за други личности с името Марк Атилий Регул.
Марк Атилий Регул (на латински: Marcus Atilius Regulus) e политик на Римската република от род Атилии.
Той е син на Марк Атилий Регул Кален (консул 335 пр.н.е.).
През 294 пр.н.е. той става консул с Луций Постумий Мегел. В битка със самнитите той губи 730 души и колегата му помага. Когато марширува към Луцерия в Апулия той отново е нападнат от самнитите и успява да спечели, след като обещава да посвети храм на Юпитър Статор. Загубва 7800 войници. След това побеждава самнитска войска при Интерамна и им взема плячката. Сенатът отказва искането му на триумф.
През 293 пр.н.е. Регул e претор.
Неговият син Марк e консул през 267 пр.н.е. Гай (консул през 257 и 250 пр.н.е.) е вероятно също негов син или племенник.